# HMCS Saint John (K456)
«Сент-Джон» (англ. HMCS Saint John (K456) — військовий корабель, фрегат типу «Рівер» Королівського військово-морського флоту Канади за часів Другої світової війни.
Фрегат «Сент-Джон» був закладений 28 травня 1943 року на верфі компанії Canadian Vickers Ltd. у Монреалі. 25 серпня 1943 року він був спущений на воду, а 13 грудня 1943 року увійшов до складу Королівських ВМС Канади. 27 листопада 1945 року виведений до резерву. 1947 році розібраний на брухт.

## Історія служби
1 вересня 1944 року канадські фрегати «Сент-Джон» і «Суонсі» затопили біля Лендс-Енд глибинними бомбами німецький підводний човен U-247.
Наприкінці листопада 1944 року фрегат «Сент-Джон» входив до ескортних сил конвою JW 62, що прямував з Лох Ю до північних портів Радянського Союзу. Ближній ескорт разом з ним утворювали шлюпи «Сігнет», «Лепвінг», «Ларк», фрегати «Монноу», «Нін», «Порт-Колборн», «Тейві», «Штормон», «Багамас», «Сомаліленд», «Тортола» і корвети «Еглантін», «Елінгтон Касл», «Бамбург Касл» і «Тюнсберг Касл».
16 лютого 1945 року «Сент-Джон» затопив німецький човен U-309 східніше Морі-Ферт.